# Glaresis cartwrighti
Glaresis cartwrighti es una especie de coleóptero de la familia Glaresidae.

## Distribución geográfica
Habita en Nuevo México (Estados Unidos).